# La sogra (Hecyra)
La sogra és una obra de Terenci que pertany al gènere de la comèdia pal·liata. El seu títol original (Hecyra) és grec tot i que el text és llatí, ja que es basa en la contaminatio o fusió de dues comèdies gregues: una del mateix títol obra d'Apol·lodor de Carist, i l'Epitrèpontes de Menandre d'Atenes. Va ser estrenada en els Jocs Megalesos l'abril del 165 aC, quan eren edils curuls Sext Juli Cèsar i Gneu Corneli Dolabel·la i durant el consolat de Gneu Octavi i Titus Manli, essent per tant la segona estrena de Terenci. Es distingeix d'altres obres de Terenci per ser l'única amb una sola parella d'amants, tot i que hi ha dos parells de pares. També és potser la menys còmica, cosa que li va dificultar l'èxit. Com que els pròlegs no anticipen l'argument, al contrari que en els models grecs, el final feliç resulta imprevisible i el to seriós es manté durant tota l'obra, agreujat per un dels casos més desagradables de violació en tot el teatre antic. A més, la figura de l'esclau graciós, que concentra la vis comica, té un paper molt secundari. Per tot això, però, La sogra ha estat apreciada com un dels millors antecedents del drama modern.

## Producció
Els manuscrits ens transmeten, a banda d'una sinopsi per Sulpici Apol·linar, una didascalia o nota de producció i dos pròlegs que ens aclareixen la història de la producció de La sogra. La primera producció no tenia cap pròleg i no va ser acabada perquè el públic va preferir uns espectacles de funambulisme i de boxa. La segona vegada que es va representar l'obra va ser amb el primer pròleg i el 160 aC, durant els jocs fúnebres en honor de Luci Emili Paule, (és a dir, simultàniament a l'Adelphoi del mateix Terenci), però novament el públic va desertar, en aquest cas per veure un combat de gladiadors. Es va reposar per tercera vegada el mateix any, aquesta vegada amb un llar pròleg parlat per Luci Ambivi Turpió, el conegut actor, director i productor que va estrenar la majoria de les obres de Terenci, en què demanava el silenci i l'atenció del públic. Aquesta vegada es va aconseguir l'èxit esperat.

## Ubicació
L'escena de La sogra es descabdella en un carrer d'Atenes, on donen tres cases contigües: la de Laques i Sòstrata, la de Fidip i Mírrina i la de Baquis.

## Argument

### Primer acte

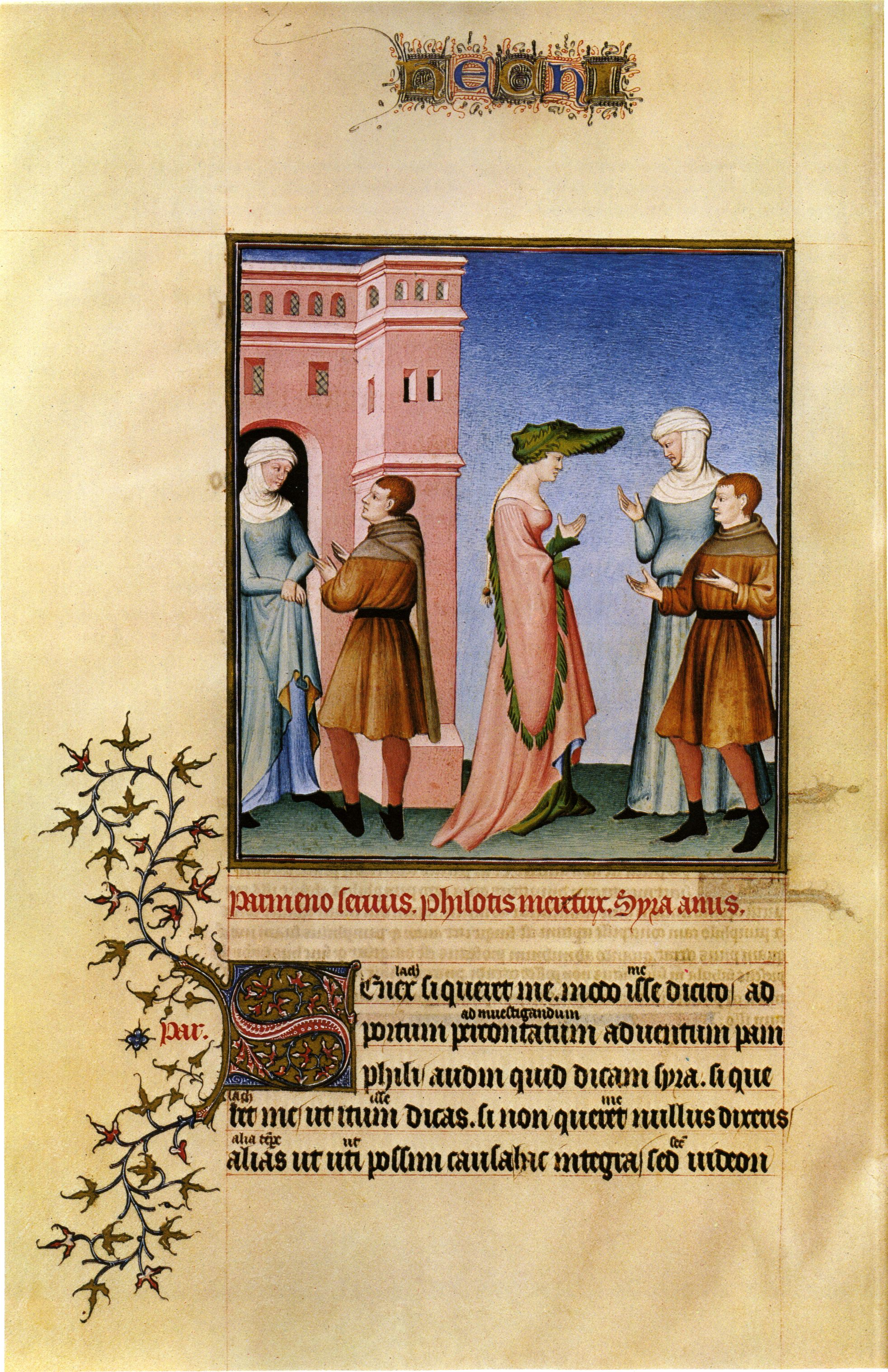
Miniatura d'un manuscrit francès del amb una escena del primer acte.

Parmenó, esclau burleta i entremaliat, explica l'estat de coses a dues amigues, la prostituta Filotis i la vella mitjancera Sira, personatges protàtics, que després no tornaran a sortir. El seu jove amo Pàmfil, molt enamorat de la prostituta Baquis, cedint als precs del seu pare Laques, s'ha casat a contracor amb Filúmena, filla d'uns veïns. Fidel al seu primer amor, Pàmfil s'ha contingut primer de consumar el seu matrimoni, amb l'esperança que Filúmena, cansada del seu desdeny, prengui la iniciativa de desfer la unió; però en vista de la paciència i el tacte de la muller i de la brusquedat amb què ara el tracta Baquis engelosida, Pàmfil s'enamora de la seva dona. Mentrestant, ha mort un parent llunyà i el jove ha hagut d'emprendre un llarg viatge per recollir l'herència. En la seva absència, Filúmena ha viscut sola amb Sòstrata, la mare de Pàmfil, car Laques s'estava al camp treballant; sogra i nora han viscut en bona harmonia, fins que Filúmena comença a evitar la sogra i torna a casa dels seus pares amb una excusa temporal que després allarga fent veure que està malalta. Finalment, la mare i els esclaus de la noia deneguen l'entrada a Sòstrata quan aquesta va a veure la nora. Per falta d'una altra explicació, Parmenó ho atribueix a l'aversió tradicional entre nores i sogres.

### Segon acte
Laques, que s'ha assabentat dels fets i ha tornat del camp, en culpa Sòstrata i blasma totes les dones i totes les sogres per ser totes iguals, mentre que Sòstrata defensa la seva innocència. Després conversa amb Fidip, que no ha aconseguit que la seva filla li expliqui clarament per què ha abandonat el domicili conjugal. En un monòleg, Sòstrata es defensa i es queixa que totes les dones siguin blasmades per les culpes d'unes poques.

### Tercer acte
Pàmfil ha tornat del viatge, acompanyat de Parmenó, que l'ha informat dels fets, i es debat entre la fidelitat per la mare i el nou afecte cap a la seva esposa. Després d'entrar a casa de Filúmena per informar-se del seu estat de salut en haver-hi sentit crits i corredisses, en surt astorat i explica en un monòleg que ha enxampat la seva dona, suposadament verge, a punt de parir. La seva sogra Mírrina li ha confesat que Filúmena va ser violada per un desconegut dos mesos abans de casar-se, li ha promès que farà desaparèixer el nen, i li ha suplicat que encobreixi la desventura de la seva muller, fins i tot si decideix dissoldre el seu matrimoni; és, en efecte, la resolució que pren Pàmfil, que estima la noia però vol exonerar la seva mare Sòstrata de tota culpa. Comunica la seva decisió a Laques i Fidip, tot insistint que no és culpa de Filúmena i que li desitja un marit més afortunat.

### Quart acte
Fidip descobreix el part; com que han passat set mesos del casament i només Parmenó sap que aquest no s'ha consumat, suposa que el fill és de Pàmfil; acusa Mírrina d'amagar l'embaràs i planejar d'exposar i abandonar la criatura per boicotejar el matrimoni, ja que havia considerat Pàmfil un marit indigne per a la seva filla a causa de la relació amb Baquis. Mírrina accepta les culpes per encobrir que el nen és un bastard i, en un monòleg, revela que l'assaltant de Filúmena no pot ser reconegut ja que la va violar a les fosques i, a més, va robar a la noia un anell. Mentrestant, Sòstrata decideix sacrificar-se i retirar-se al camp per no interposar-se en la reconciliació dels esposos, i tot seguit Fidip informa Laques del part del nen, que imaginen fill legítim. Els dos vells pressionen Pàmfil perquè accepti la marxa de Sòstrata i el retorn de Filúmena amb el nen, però Pàmfil no vol criar un bastard com a fill propi. Fidip i Laques ja no veuen altra explicació a la seva negativa obstinada que la sospita que vol reprendre els seus vells amors amb Baquis tal com imaginen que temia Mírrina. Els dos vells decideixen d'obligar la meretriu a allunyar-se de Pàmfil.

### Cinquè acte
Cridada per Laques, Baquis es defensa tot afirmant que no ha tingut tractes amb Pàmfil des del dia del casament. Laques li demana que vegi Mírrina i la noia, i les convenci que no hi ha raó per a la dissolució del matrimoni. Baquis hi accedeix, mostrant una generositat inesperada, i quan surt de veure mare i filla, revela en un monòleg l'inesperat desenllaç: aquestes han reconegut al seu dit l'anell que fou arrabassat a Filúmena pel seu violador. Baquis recorda que l'hi donà Pàmfil una nit que va entrar embriac després de fer violència a una desconeguda al carrer, i així es descobreix que Pàmfil és el pare de la criatura. Baquis i Mírrina revelen els fets a un Pàmfil exultant i tots tres decideixen mantenir-ne el secret.

## Personatges
- Filotis, meretriu i amiga de Baquis
- Sira, vella
- Parmenó, esclau de Laques
- Laques, vell i pare de Pàmfil
- Sòstrata, matrona i esposa de Laques
- Fidip, vell i pare de Filúmena
- Pàmfil, jove
- Sòsia, esclau de Laques
- Mírrina, matrona i esposa de Fidip
- Baquis, meretriu i amant de Pàmfil
- Una dida (personatge mut)
- Dues esclaves de Baquis (personatges muts)

## Posteritat
Es poden detectar obres que han estat influenciades per l'Hecyra de Terenci a partir del segle xvi. Benedetto Varchi, en La suocera (1557), en tradueix versos i la seva obra s'assembla molt a l'Hecyra. Ariosto, en Negromante (1530), contamina situacions de l'Andria, Phormio i Hecyra. Al segle xvii espanyol, Cervantes presenta un quadre de família anàleg en una de les Novelas ejemplares (1613), concretament en La força de la sang. Al segle xviii, s'han vist reminiscències i influxos en The Charitable Association (1778) de Henry Brooke. Al segle xix destaca Alexandre Dumas (fill), que en La dama de les camèlies (1848) recorda Terenci pel mateix ideal d'humanitas, de comprensió humana.

## Música
Com les altres comèdies de Terenci, La sogra va ser estrenada amb música del compositor Flac, esclau de Claudi, en aquest cas per a flautes iguals (tibiae pares). El segle xviii el compositor italià Arcangelo Corelli va copiar una frase musical que havia trobat en un manuscrit de La sogra del segle x, i durant molts anys es va pensar que aquesta melodia era tot el que quedava de l'antiga música romana, però segons el musicòleg Thomas J. Mathiesen el fragment ja no es considera autèntic.